# Steen Secher
Steen Klaaborg Secher (ur. 9 kwietnia 1959 w Torsted Sogn) – duński żeglarz sportowy, dwukrotny medalista olimpijski.
Startował w klasie Soling. Brał udział w dwóch igrzyskach (IO 88, IO 92), na obu zdobywał medale. Został mistrzem olimpijskim w 1992, cztery lata wcześniej Duńczycy zajęli trzecie miejsce. Podczas obu startów sternikiem łodzi był Jesper Bank, w 1992 załogę uzupełniał Jesper Seier. W 1992 zdobyli również srebrny medal mistrzostw świata.